# Década de 530
Séculos: (Século V - Século VI - Século VII)
Décadas: 480 490 500 510 520 - 530 - 540 550 560 570 580
Anos: 530 - 531 - 532 - 533 - 534 - 535 - 536 - 537 - 538 - 539
No início do ano 536, um vulcão expeliu cinzas no Hemisfério Norte, criando uma névoa que mergulhou a Europa, o Oriente Médio e partes da Ásia na escuridão - dia e noite - por 18 meses. As temperaturas no verão caíram de 1,5 ° C a 2,5 ° C, iniciando a década mais fria nos últimos 2300 anos.